# Laccognathus embryi
Laccognathus embryi es una especie extinta de pez de aletas lobuladas porolepiforme, recuperada de la isla Ellesmere, Canadá. Existió durante la época Frasniano del periodo Devónico Tardío (aproximadamente entre 385.3 y 374.5 millones de años atrás).

## Descubrimiento
Se recuperaron especímenes de al menos 22 individuos de Laccognathus embryi de la Formación Fram del Devónico Tardío (Frasniense) de la isla Ellesmere, Nunavut, Canadá. Anterior a este hallazgo solo se conocían porolepiformes de Letonia y Rusia.
La gran muestra permitió una descripción morfológica detallada de muchas partes del esqueleto craneal, incluyendo el dermatocráneo, la caja craneana, el palatocuadrado y el esqueleto branquial.

## Descripción
Las características diagnósticas incluyen la ausencia de dientes marginales en los coronoides 1 y 2, y la falta de un quinto arco branquial posthial.
Poseía una cabeza ancha con una relación ancho-longitud de aproximadamente 2:1, una abertura espiracular grande, una órbita pequeña y una mandíbula inferior en la que gran parte de la superficie labial miraba hacia abajo.

## Paleoecología
La morfología del cuerpo y las características craneales (incluida la presencia de grandes colmillos palatinos, vómeros y coronoides) respaldan la interpretación de Laccognathus como un depredador bentónico grande que espera y asecha a su presa.